# Хурао

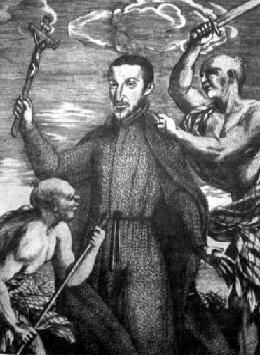
Убийство Сан-Витореса Мата’пангом (справа) и Хурао (слева).(Гравюра)

Хурао был вождём народа чаморро на острове Гуам, который возглавил сопротивление испанцам во время испано-чаморроских войн. Имя вождя переводится как «забота, внимание, внимательность». Хурао запомнился своей речью 1671 года перед воинами чаморро, выступив против испанской экспансии на Гуам.
Он организовал 40-дневную осаду испанской миссии в Агане, которая в конечном итоге была прорвана испанскими войсками. Хурао был пленён, но позже освобождён отцом Сан-Виторесом .
Однако, согласно рассказу Рассела о смерти отца Сан Витореса, Хурао на самом деле был соучастником убийства священника в 1672 году Мата’пангом.
Хурао был членом высшей касты чаморро, и носил титул «магалахи».